# 노산초등학교
노산초등학교는 대한민국 경상남도 사천시 동금동 소재의 공립 초등학교이다.

## 학교 연혁
- 1986년 7월 9일 노산국민학교 시설 결정 승인
- 1987년 3월 1일 초대 윤삼만 교장 취임
- 1987년 3월 2일 문선국민학교로부터 분리수용 15학급 편성(1～4학년)
- 1987년 4월 25일 노산국민학교 개교
- 1996년 3월 1일 노산초등학교로 교명 변경
- 2014년 2월 18일 제 25회 졸업식(졸업생 누계 3,132명)
- 2020년 박찬이 교장

## 참고 자료
- 노산초등학교 - 한국교육학술정보원 학교알리미